# ۴ زن برزنجیر
۴ زن برزنجیر یک ستاره است که در صورت فلکی آندرومدا قرار دارد.